# Valentí Huch
Valentí Huch Moré (1919-2018) fue un atleta español que logró la fama al convertirse en el miembro más longevo de la Federación Española de Atletismo.

## Biografía
Natural de San Juan de las Abadesas (Gerona, España), donde nació el 25 de noviembre de 1919, se trasladó con su familia a Barcelona cuando contaba cinco años de edad. Durante su niñez acudía a la escuela a pie, lo que le obligaba a desplazarse 20 km diarios, frecuentemente a la carrera. Asimismo, a los 16 años se le encomendó el trabajo de traer semanalmente 20 kg de patatas desde Vich (a 65 km de su casa), distancia que recorría en bicicleta.
Movilizado en la Guerra Civil a los 18 años (con la llamada “Quinta del Biberón”), sirvió en el IV Batallón de Infantería del Ejército Popular Republicano, siendo herido en las batallas del frente del Ebro; de esta época datan varios trozos de metralla (en pie, tobillo y pulmón) que le acompañarían a lo largo de toda su vida. De regreso a Barcelona fue detenido y pasó un período en la cárcel. Durante la II Guerra Mundial estuvo recluido en un campo de concentración, de donde fue liberado en 1943; para poner fin tras 7 años a su etapa militar en 1945.
Desarrolló su vida laboral en la empresa SEAT, donde fue maestro de taller hasta 1982, año en que se jubiló con 60 años; fue entonces cuando retomó el deporte. Fumador hasta los 43 años, tras enviudar a los 90 siguió viviendo de forma independiente alternando las labores del hogar con los entrenamientos diarios en las instalaciones deportivas de Montjuic. Falleció el 10 de abril de 2018.

## Trayectoria deportiva
A pesar de su afición, en su juventud no tuvo ocasión de practicar deporte de forma regular. Esto cambió a los 60 años, cuando al día siguiente de recibir la jubilación se inscribió en una carrera organizada por El Corte Inglés; fue el inicio de su trayectoria deportiva principal, la cual se desarrolló casi hasta el día de su fallecimiento. Competidor empedernido, no hacía suyo el clásico lema y decía que para él lo importante no era participar, sino ganar. Objetivo que consiguió a partir de los 80 años, cuando comenzó a batir récords en campeonatos estatales, hasta conseguir más de 30 plusmarcas a nivel de Cataluña, de España, de Europa y del mundo.
Los trofeos conseguidos por Valentí Huch son innumerables; a continuación se reseñan los más importantes:
- Premio RFEA al Mejor Atleta Máster en 2013.
- 22 récords de España (100m M90, 200 m M85, Longitud M85 M95, Triple M85 M90 M95, Peso M95, Disco M90 M95, Martillo M85 M90 M95, Martillo Pesado M85 M90 M95, Jabalina M90 M95, Pentatlón M85 M90 y Pentatlón de Lanzamientos M90 M95).
- 8 récords de España de pista cubierta (60 m M90 M95, Longitud M90 M95, Triple M85 M90 M95 y Peso M90 M95).
- 6 medallas en Mundiales de Aire Libre (5 en Lyon 2015 y 1 en San Sebastián 2005).
- 8 medallas en Campeonatos de Europa de Pista Cubierta (4 en Ancona 2016 y 4 en San Sebastián 2013).

A medida que prosiguió su carrera deportiva, a los 95 años se quedó literalmente sin rivales. A pesar de ello, siguió participando en los Campeonatos de España hasta muy poco antes de su muerte, acontecida a los 98 años.